# Chrysotemis (córka Karmanora)
Chrysotemis – postać z mitologii greckiej. Była córką kapłana Karmanora oraz matką muzyka Filammona. Pochodziła z Krety. Utalentowana muzycznie, miała jako pierwsza wprowadzić do Grecji konkursy muzyczne i jako pierwsza też w nich zwyciężać.